# NGC 4626
NGC 4626 is een spiraalvormig sterrenstelsel in het sterrenbeeld Maagd. Het hemelobject werd op 20 maart 1789 ontdekt door de Duits-Britse astronoom William Herschel.

## Synoniemen
- MCG -1-32-40
- IRAS 12398-0646
- PGC 42680